# Блек Ривер Маурицијус
Блек Ривер је покрајина у  Маурицијусу на западној страни острва. Позната места у покрајини су Тамарин водопади и Шамарел обојена Земља. Главни град покрајине је Тамарин.